# Lettice Lygon
Lady Lettice Lygon (16 juin 1906 - 18 juillet 1973) est une mondaine et aristocrate anglaise qui est membre des Bright Young People.

## Biographie
Lady Lettice Lygon est née le 16 juin 1906, fille de William Lygon, 7e comte Beauchamp et de Lady Lettice Mary Elizabeth Grosvenor, fille de Hugh Grosvenor (1er duc de Westminster) .
Lady Lettice Lygon est "l'une des membres les plus grandes et les plus jolies de la jeunesse" . Elle est "la plus grande débutante de son année" . Elle est une amie de Daphne Fielding .
Le 16 juin 1930, elle épouse Sir Richard Charles Geers Cotterell, 5e baronnet (1907–1978). Ils ont quatre enfants: Rose Evelyn Cotterell (1932-2006), Anne Lettice Cotterell (née en 1933), Sir John Henry Geers Cotterell, 6e baronnet (1935-2017), Thomas Richard Geers Cotterell (né en 1939). Ils divorcent en 1958. Sa fille, Rose, épouse Charles Hambro (en), le baron Hambro.
Elle est décédée le 18 juillet 1973 à l'âge de 67 ans .